# Municipio de Tuxpan (Jalisco)
El municipio de Tuxpan es uno de los ciento veinticinco municipios entre los que se divide el estado mexicano de Jalisco. Se localiza en la región sur del estado y su cabecera y localidad más poblada es Tuxpan. Según los datos del censo del año 2020, el municipio tiene una población total de 37 518 habitantes.

## Toponimia
El nombre de Tuxpan se deriva de la palabra “Tochpan” que significa tierra de conejos, donde abundan los conejos, o lugar donde hay conejos. A lo largo de la historia, particularmente durante la época de la colonia, esta población ha sido conocida bajo los siguientes nombres: San Juan Bautista De Tuxpan, Sant Joan Baptista de Tuchpan, Tochpa, Tochpan, Tuchpan, Tuspa y Tuchpam.

## Historia
Esta zona fue invadida por los purépechas, quienes dominaron la región algunas decenas de años hasta que fueron derrotados y desalojados al concluir la "Guerra del Salitre", hacia 1510.
El cacique "Cuixaloa", quien tenía recaudadores de tributos en Tzapotiltic y en otros pueblos cercanos, vivía en constantes guerras con los habitantes de Colima. En esta región se hablaban los dialectos "tiam" y "cochin", adoraban al sol y se alegraban porque los matasen con sus mejores vestidos para ir al cielo y servirlo.
Esta región fue descubierta y conquistada, a principios de 1522, por los capitanes españoles Cristóbal de Olid y Juan Rodríguez de Villafuerte. Posteriormente, hacia 1523, tomó posesión de "Tochpan" el capitán Francisco Cortés de San Buenaventura.
En 1532, Juan de Padilla vino desde Zapotlán a evangelizar a los indios de este pueblo.
En 1536, se funda un convento franciscano para iniciar a los nativos en la religión católica.
En 1825, Tuxpan aparece registrado como pueblo con ayuntamiento perteneciente al 4° cantón de Sayula, pasando en 1856 a depender del 9° de Zapotlán el Grande, justo cuando éste se erigió como municipio en marzo de ese año.
Se desconoce el decreto que creó a Tuxpan como municipio, pero ya existía con anterioridad a 1837 como se confirma en el decreto del 15 de mayo de ese año.
En 1903, por decreto número 1017 del 2 de octubre, Tuxpan fue separado del departamento de Tamazula y agregado al de Ciudad Guzmán.
Por decreto número 8519, publicado el 28 de agosto de 1969, se elevó a categoría de ciudad el poblado de Tuxpan, cabecera del municipio del mismo nombre.

### Eventos históricos
- 1897 julio 17. Inauguración del servicio de agua potable, llevada de “puerto del monte “ a la plazoleta de San Sebastián.
- 1905 de octubre 23. Llegada del tren local movilizado con leña.
- 1905 de julio 18. Instalación del servicio de Telégrafos Nacionales.
- 1908 de marzo. Entra en funcionamiento el primer teléfono público.
- 1908 de diciembre 01. Hace su arribo el primer tren con paso a colima con el nombre de “Ferrocarril Mexicano del Pacífico”.
- 1909 de enero 05. El cinco de enero de 1909 llegó a la estación de Tuxpan el tren olivo presidencial con distinguidos pasajeros, el general Porfirio Díaz encabezaba a una comitiva integrada por miembros de su gabinete, el cuerpo diplomático, el gobernador de Jalisco con varios de sus ministros y militares de alto grado con algunas compañías. Se trataba de realizar uno de los actos de inauguración oficial del ferrocarril Guadalajara-Manzanillo.
- 1910 septiembre 16. Inauguración del kiosco en la plaza de armas, sustituyendo a la fuente de agua proveniente del cerro Cihuapilli.
- 1910 octubre. De principio el servicio de la primera planta de luz por motor de gas.
- 1911 julio. Queda establecida la primera Administración de correos.
- 1923 julio 10. Inauguración del servicio eléctrico proporcionado por la empresa de J. Trinidad Ochoa.
- 1926 julio 13. Llega el agua potable bombeada de los manantiales de Tizatirla.
- 1927 julio 27. Funciona el primer salón de cine denominado “Salón Rojo”.
- 1930 mayo. Celebración del 4.º centenario de la fundación de Tuxpan.
- 1941 abril 15. El pueblo es casi destruido por el fuerte terremoto.
- 1951 noviembre 20. Inauguración del mercado municipal.
- 1952 enero 02. Se abre la primera notaria pública a cargo del licenciado Odilón Campos.
- 1953 Noviembre 14. Inicia el funcionamiento de la escuela secundaria federal Miguel Hidalgo.
- 1955 Febrero. Principian los trabajos de construcción de los nuevos portales del centro de la ciudad, destruidos el 15 de abril de 1941.
- 1961 Mayo 28. Queda en servicio la red de agua potable.
- 2006 Mayo. Bicentenario del Juramento a la imagen del Señor del Perdón.
- 2008 Agosto. Se Inaugura la nueva imagen del Jardín Principal de Tuxpan. Encuentro de los 5 Tuxpan de México (Jalisco, Nayarit, Guerrero, Veracruz y Michoacán)
- 2009 . Se Inaugura la Nueva Presidencia de Tuxpan, con su nueva ubicación en el Portal Hidalgo. Se Inaugura la casa de la cultura en la antigua presidencia municipal.

## Demografía
La población del municipio es de 37,518 habitantes.

### Localidades
El municipio cuenta con 92 localidades, siendo las más importantes: Tuxpan (cabecera municipal), Atenquique, La Higuera y San Juan Espanatica.
Se cuenta con delegación municipal en los poblados de Platanar, San Juan de Espanatica y Atenquique. Así mismo se cuenta con agencias municipales en las localidades de Padilla, Rancho Niño, San Miguel, San Juan la Bombita, Los Laureles, Poblado Nuevo, 21 de Noviembre, Los Mazos, Las Canoas, Agosto, Pozo Santo, Montelongo, San Mames, Ejido Atenquique, Paso de San Juan, Santa María, El Taracon y El Saucillo.
En el censo de 2020 el municipio de Tuxpan contaba con 81 localidades.
| Código INEGI      | Localidad           | Población (2020) |
| ----------------- | ------------------- | ---------------- |
| 141080001         | Tuxpan              | 30 471           |
| 141080022         | La Higuera          | 1 372            |
| 141080046         | San Juan Espanatica | 1 031            |
| Otras localidades | Otras localidades   | 4 644            |
| Total municipal   | Total municipal     | 37 518           |

### Escuelas y grupos estudiantiles
Media superior
- Escuela Preparatoria Regional de Tuxpan (U de G)

- Centro de Bachillerato Tecnológico Industrial y de servicios n.º 70 (CBTis n.º 70)

Secundarias
- Colegio Guadalupano Iturbide
- Escuela Secundaria Miguel Hidalgo Y Costilla
- Escuela Secundaria Rosario Castellanos

Primarias
- Cuauhtémoc
- López Cotilla

Grupos Estudiantiles
- Asociación de Estudiantes Tuxpanenses (AET)

Es una asociación civil, integrada por estudiantes universitarios originarios de la ciudad de Tuxpan Jalisco, que se coordinan y trabajan en conjunto para estudiar en las instituciones educativas de Ciudad Guzmán Jalisco, además de que desarrollan diferentes actividades deportivas, culturales, y de diversión.

## Geografía

### Ubicación
El municipio de Tuxpan se localiza al sur del estado en las coordenadas extremas 19° 14' 45'' a los 19º 37' 30'' de latitud norte y de los 103° 19' 00'' a los 103º 36' 15'' de longitud oeste, a una altitud de 1.200 metros sobre el nivel del mar.
Limita al norte con Zapoltitic y Zapotlán el Grande, al sur con Pihuamo y el estado de Colima, al oriente con Zapoltitic y Tecalitlán y al poniente con Tonila.
La temperatura media anual es de 21 C, la máxima promedio de 30 C y la mínima de 13 C. Dentro de la orografía del municipio destaca el cerro del Cihuapilli con 1724 m s. n. m. El río Tuxpan (conocido localmente como Tizatirla) atraviesa el municipio.
(Fuente: Periódico La Voz de Tuxpan, edición especial).

### Geología
Periodo
Neógeno (90.37%), Cretácico (4.40%), Cuaternario (2.96%), Plioceno-Cuaternario (1.20%) y Terciario (0.20%).
Roca
Ígnea intrusiva: granodiorita (1.45%) y monzonita (0.20%) Ígnea extrusiva: toba intermedia (23.00%), riolita-toba ácida (8.53%), andesita (7.51%), toba ácida-brecha volcánica ácida (3.57%), basalto (1.20%) y andesitatoba intermedia (0.01%).
Sedimentaria: arenisca-conglomerado (25.78%), conglomerado (21.98%), caliza (1.95%), arenisca (0.98%) y caliza-lutita (0.01%) 
Suelo: aluvial (2.96%).

### Topografía
El municipio presenta una topografía irregular, dando cabida a las estribaciones de la Sierra Volcánica Transversal y al Valle del Río de Tuxpan. En sus partes sur y centro se extiende el valle con altitudes de 600 a 1,500 metros sobre el nivel del mar, en el resto del territorio y hacia el oeste, se localizan altitudes más pronunciadas que varían entre 1,500 y 3,000 metros, sobresaliendo la parte noreste que coincide con las estribaciones del Volcán de Colima. Sobresalen elevaciones como los cerros del Candelero (1,500 metros), Peña Colorada (1,500 metros), Quesevende (1,700 metros), Tuxpan (1,724 metros) y Cerro Alto (2,139 metros).

### Uso de Suelo y vegetación
Agricultura (46.43%) y Zona urbana (0.87%) Vegetación Bosque (30.59%), Selva (12.12%) y Pastizal (9.81%).

## Clima
El clima del municipio es semiseco con primavera e invierno secos, semicálido sin estación invernal definida. La temperatura media anual es de 21.5 °C, y tiene una precipitación media anual de 785.4 milímetros, con régimen de lluvia en los meses de julio a octubre. Los vientos dominantes son de dirección noreste y oeste. El promedio de días con heladas al año es de 1.3. 

## Flora y fauna
Vegetación
La vegetación del municipio está compuesta, en las partes altas, por especies maderables de pino, encino, madroño, nogal, pinabeto y oyamel, y en algunas lomas y barranquitas de huizache, higuera, palo dulce, granjeno, nopal, entre otras especies.
Fauna

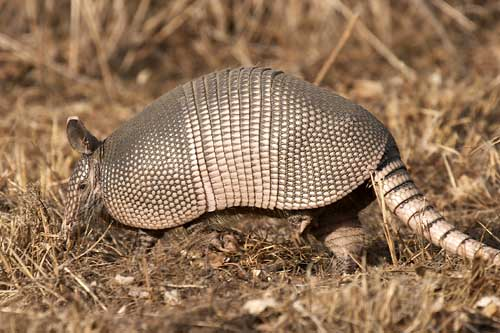
El armadillo es parte de la fauna del municipio.

La fauna la integran el leoncillo, venado, gato montés, ardilla, zorrillo, armadillo, conejo, reptiles y diversas aves.

## Cultura

### Gastronomía
La gastronomía de Tuxpan, es muy rica; cuenta con una variedad de platillos típicos, los cuales se comen en ocasiones especiales.
Coaxala
Este platillo es una especie de atole salado que se cocina a base de caldo de pollo, chiles cuachaleros o guajillos, masa, jaltomate o tomate, manteca o aceite, orégano fresco. Al que se le añade carne deshebrada de pollo encima y se sirve en un plato de barro típico, llamado plato burdo. Es una comida exquisita que se sirve sobre todo para almuerzo.
Frijoles Güeros con tortila
Típica de Semana Santa o cuando fallece alguien, se prepara con los siguientes ingredientes: frijol blanco, cilantro, chile guajillo, cebolla, ajo, clavos de olor, una vez cocinados se sirven con una tortila, doblada en cuatro partes, la tortila es una tortilla de huevo muy delgada que se prepara en una cazuela de barro.
Tacos de la Estación
Éstos tacos solían venderse en la estación del ferrocarril a los viajeros, hoy en día se venden a un costado de la estación y por la calle Jesús Carranza con Doña Martina, muy famosos; estos tacos constan de una tortilla de maíz hecha a mano que se pasa por una salsa y se rellena con un trozo de carne de puerco cocinada con especias y de frijoles.
Tuxpan, pueblo de costumbres y tradiciones.
Sopa de Arroz y Mole
El mole se prepara con los siguientes ingredientes: chile guajillo, chile pasilla, ajo, clavos de olor, orégano seco, chocolate, piloncillo, azúcar y un trozo de canela, una vez cocinado el mole y teniendo la sopa de arroz que se hace con: caldo de pollo, jitomate, cebolla, manteca, arroz, calabazas, zanahorias, papas, garbanzo, orégano fresco, chiles verdes, menudencias y rebanadas de huevo cocido, estas últimas se sirven encima de la sopa, se coloca una pieza de pollo y se baña de mole. Se sirve regularmente a mediodía
Chile Nampi
Esta es una comida muy parecida a la cuaxala, solamente lo que la diferencia es que la carne de pollo se sirve en pieza y se le agrega aparte cebolla fileteda y clavo de olor.

### Sitios de interés
Centro Histórico Es un lugar propicio para conocer la cultura y arquitectura de la población. En este lugar se encuentra la Parroquia de San Juan Bautista que cuenta con una explanada o atrio en el que está ubicada la cruz atrial símbolo de la ciudad y señal de la evangelización construida en el siglo XVI.Cabe destacar que el templo de San Juan Bautista, así como su Cruz Atrial, fueron reconocidas por la revista popular Jalisco vive como la 1° Maravilla Arquitectónica del Estado de Jalisco.
Estación de Ferrocarril Inaugurada en 1908 por Porfirio Díaz. En este lugar se puede disfrutar de los famosos taquitos de la estación o Tuxpeños.
Tizatirla Río y parque de la ciudad que cuenta con comedores para la diversión familiar y una zona acuática privada que cuenta con albercas y toboganes famosa en la región.
Cerro el Cihuapilli Cerro ubicado en la cabecera del municipio que cuenta con formaciones rocosas que pueden ser explotadas para escalar y rapell, además de que cuenta con una pequeña capilla que es celebración de todos los fieles guadalupanos el día 12 de diciembre.
Casa de la Cultura ubicada en el centro histórico de Tuxpan, lugar donde anteriormente fue la presidencia municipal.
Lugares de diversión
- Balneario Tizatirla
- Balneario el Cobano
- Parque el Zalatón

### Personas destacadas
- J. Refugio Vázquez Flores (Músico)
- Enrique Reyes Barreda (Músico)
- Brígido Ibarra González (Pintor y escultor)
- María Teresa Naranjo Ochoa (Pianista)

### Fiestas regionales
| MESES   | DÍAS                    | CULTURALES O FIESTAS                                                                                    | LUGARES                                                      |
| ------- | ----------------------- | --- | ------------------------------------------------------------ |
| Enero   | 1                       | Niño Dios- Año Nuevo- Pastores- Paixtlez y Moros                                                        | Cabecera Municipal                                           |
|         | 6                       | Santos Reyes- Pastores- Paixtlez y Moros                                                                | Cabecera Municipal                                           |
|         | 6                       | Santo Niño Dios (Fiesta Patronal)                                                                       | Rancho El Niño                                               |
|         | Movible                 | Sagrada Familia                                                                                         | San Juan Espanatica y Atenquique                             |
|         | 17                      | San Antonio Abad "Patrono de los animalitos"                                                            | Cabecera y Delegaciones                                      |
|         | 20 y 27                 | San Sebastián (danza de Xayacates y Sonajeros)                                                          | Cabecera Municipal                                           |
|         | Último doming del mes   | Se lleva la Imagen de la Virgen de Platanar Tuxpan A la Delegación del mismo nombre                     | Platanar                                                     |
| Febrero | 2                       | Levantamiento, presentación, y Bendición de niños- Virgen de la Candelaria, danzas Sonajero y Xayacates | Cabecera Municipal                                           |
|         | 5                       | Virgen de Platanar                                                                                      | El Platanar                                                  |
|         | 5                       | San Felipe de Jesús 1.er mártir Mexicano                                                                | Cabecera Municipal                                           |
|         | 10                      | Virgen de la Salud                                                                                      | Cabecera Municipal                                           |
|         | Movible                 | Miércoles de Ceniza e inicio de las veladas al Sr. Del Perdón y Sr. Nazareno                            | Cabecera y Delegaciones                                      |
|         | 22                      | Virgen del Rosario de Talpa                                                                             | Cabecera Municipal                                           |
| Marzo   | 9 al 12                 | Veladas de estandartes de la Virgen de Talpa (Peregrinos).                                              | Cabecera Municipal                                           |
|         | 11 al 23                | Peregrinaciones a Talpa                                                                                 | Cabecera Municipal                                           |
|         | 19                      | Señor San José                                                                                          | Cabecera Municipal                                           |
|         | 25                      | Aniversario del temblor de 1806 Juramento al Señor del Perdón                                           | Cabecera Municipal                                           |
| Abril   | Movible                 | Domingo de Ramos Inicio de Semana Santa                                                                 | Cabecera Municipal                                           |
|         | 9                       | Aniversario de la proclamación del juramento al Sr. Del Perdón                                          | Cabecera Municipal                                           |
|         | 14                      | Entrada de la Sombra de la Cruz atrial al Santuario del Señor del Perdón (Templo Parroquial)            | Cabecera Municipal                                           |
|         | 15                      | Aniversario del Temblor de 1941.                                                                        | Cabecera Municipal                                           |
|         | 25 de abril a 3 de mayo | Encendidos en honor a la Santa Cruz.                                                                    | Cabecera Municipal                                           |
| Mayo    | 3                       | Santa Cruz.                                                                                             | Cabecera, Sta. María, San Juan Espanatica y Paso de Sn Juan. |
|         | Movible                 | Feria patronal al Sr. Del Perdón.                                                                       | Cabecera Municipal                                           |

## Tuxpanenses Ilustres
- Leobardo Viera Contreras (1.er Obispo de Cd. Guzmán)
- Luis Enrique Orozco Contreras (Sacerdote e historiador)
- Brigido Ibarra (Escultor)
- Apolonio Contreras (Profesor y arquitecto)
- Isidoro Reyes Vázquez (Músico y Compositor)
- Juan Reyes Vázquez (Músico y Compositor)
- J. Refugio Vázquez Flores (Músico)
- Enrique Reyes Barreda (Músico)
- Aristeo Pedroza (Líder cristero)
- José Isabel Vargas Isabeles (Mártir Cristero)
- Gonzalo Villa Chávez (Arquitecto y restaurador)
- María de Jesús Patricio Martínez (aspirante  a la presidencia de México)